# Bipassalozetes pectinatus
Bipassalozetes pectinatus är en kvalsterart som först beskrevs av Wallwork 1964.  Bipassalozetes pectinatus ingår i släktet Bipassalozetes och familjen Passalozetidae. Inga underarter finns listade.